# Niederrheinische Grabhügelkultur

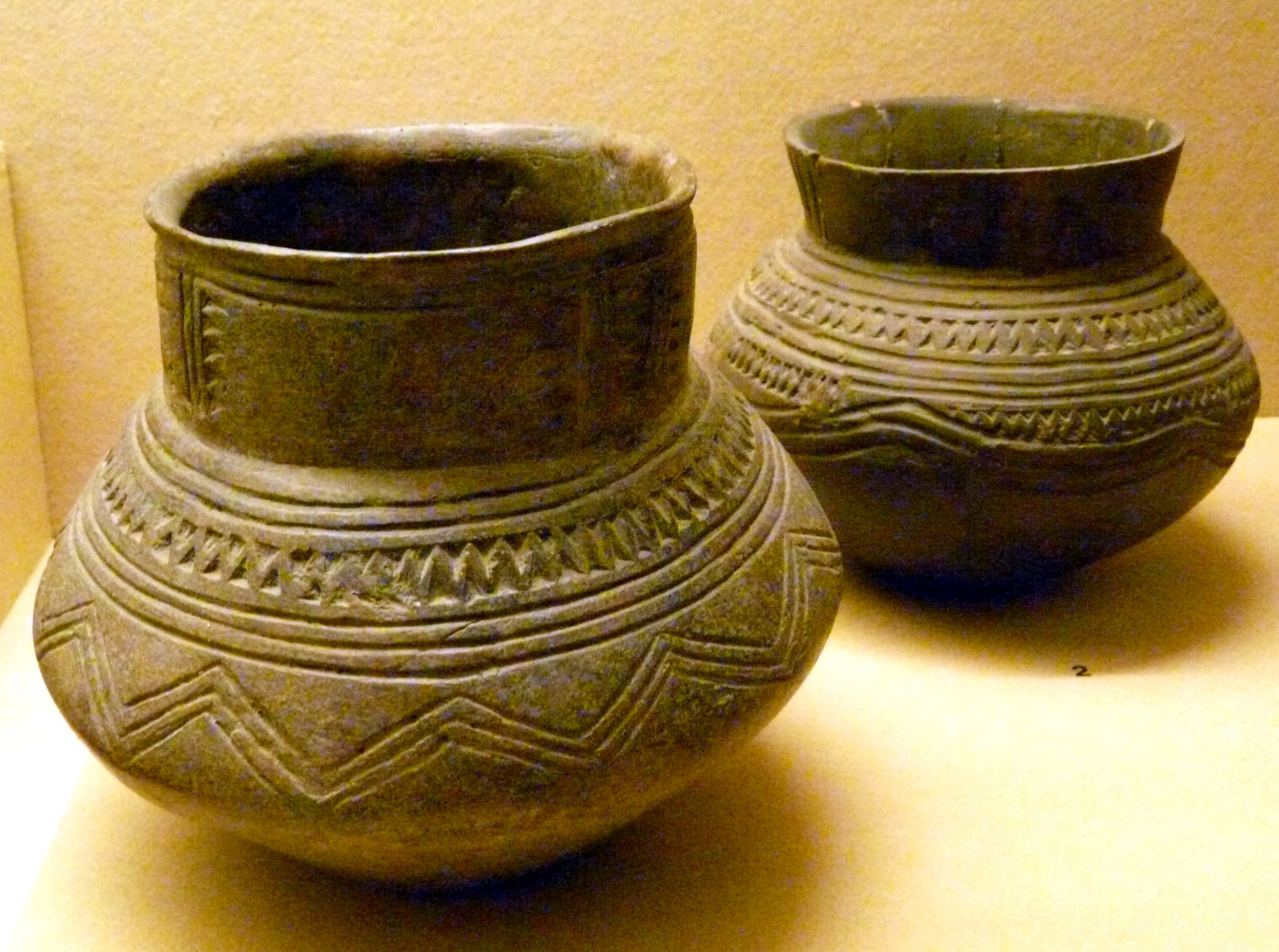
Kerbschnittgefäße der Niederrheinischen Grabhügelkultur (jüngere Bronzezeit, 1200-800 v. Chr.),
Museum Burg Linn, Krefeld

Der Begriff Niederrheinische Grabhügelkultur bezeichnet eine Kultur der jüngeren Bronzezeit und frühen Eisenzeit zwischen 1200 und 800 v. Chr., die in den Niederlanden, am Niederrhein und in Westfalen verbreitet ist. Sie zeichnet sich durch verschiedene Eigentümlichkeiten aus: besondere Gefäßformen wie Doppelkoni und Terrinen, eine häufige Verzierung der Gefäße mit Kerbschnittdekor sowie Brandbestattungen mit Grabeinhegungen durch Grabhügel mit doppeltem Kreisgraben, Grabhügel mit Schlüssellochgraben und Langbetten. Sie unterscheidet sich darin von der südlich angrenzenden Urnenfelderkultur wie auch von der nach Norden hin angrenzenden Nordischen Bronzezeit. 
In Westfalen ist das bisher größte Gräberfeld dieser Zeit mit einer Länge von ca. 800 m und einer Breite von 100 m das Gräberfeld von Borken-Hoxfeld im Kreis Borken an der Bocholter Aa. Es wurden 431 Brandbestattungen, die vom Endneolithikum bis zur älteren vorrömischen Eisenzeit datieren, nachgewiesen, wobei eine kontinuierliche Belegung trotz einer gewissen Wahrscheinlichkeit nicht nachweisbar ist. Die Grabanlagen sind die für den Raum typischen, unter anderem Kreis- und Schlüssellochgräben sowie mehrere Langgrabentypen. Das angetroffene Fundgut besteht größtenteils aus Keramik, hauptsächlich aus doppelkonischen Gefäßen. Metallfunde wie Bronzenadeln und Bronzerasiermessern wurden nur vereinzelt angetroffen.
Ein typisches Gräberfeld der Endphase dieser Kultur ist beispielsweise um 800 v. Chr. in der Bönninghardt am Westrand der Leucht mit bis zu 150 Grabhügeln entstanden, von denen heute noch einige  im Wald zu sehen sind. 